# Yuansher Burchuladze
Yuansher Burchuladze (en georgiano: ჯუანშერ ბურჭულაძე; Tiflis, 14 de enero de 1978) es un político georgiano que se ha desempeñado que se desempeñó como ministro de Defensa desde el 22 de febrero de 2021 hasta el 8 de febrero de 2024.

## Biografía
En 1998, se graduó en la facultad de Finanzas y Banca de la Universidad de Humanidades y Tecnología de Georgia. En 1998-1999, fue becario en el departamento de Países Americanos del Ministerio de Asuntos Exteriores de Georgia.
En los primeros años de la década de los 2000, fue economista en el Banco Nacional de Georgia. De 2010 a 2015, fue gerente financiero en la embajada de Georgia en los EE. UU. 
Además de su georgiano nativo, habla con fluidez inglés, turco, ruso y español.